# 유타 해변의 전투 서열
유타 해변의 전투 서열은 제2차 세계 대전 당시 노르망디 상륙 작전의 구역 중 하나인 유타 해변에 상륙
한 미국 육군 제7(VII)군단의 전투 서열이다.

## 상륙군:제7(VII)군단

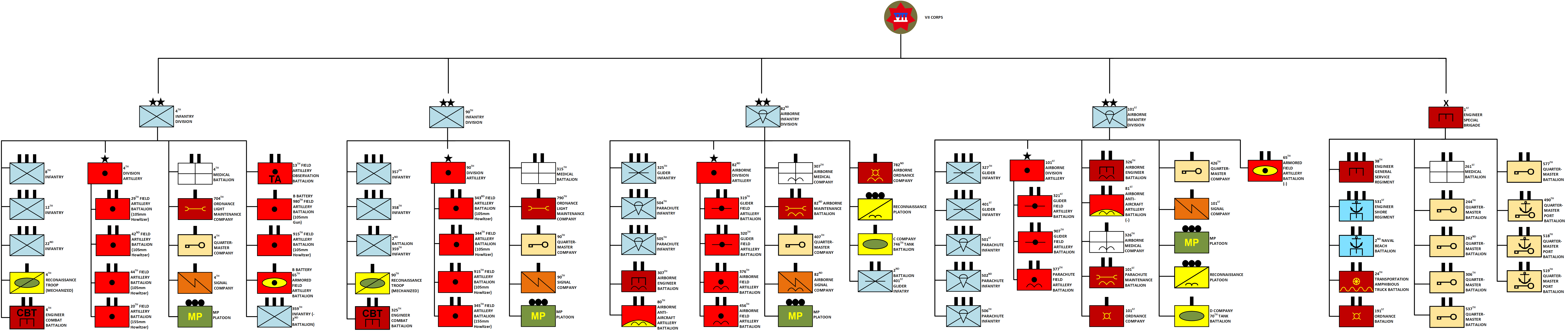
제7(VII)군단의 디데이 당시 전투 서열

### 상륙부대
- 제7군단장, 소장 제임스 L. 콜린스[1]

- 제4보병사단, 소장 레이몬드 O. 바턴[1]
  - 제8보병
  - 제12보병
  - 제22보병
  - 사단 포병대
    - 제29야전포병대대 (105 mm)
    - 제42야전포병대대 (105 mm)
    - 제44야전포병대대 (105 mm)
    - 제20야전포병대대 (155 mm)

  - 제4의무대대
  - 제704병기경정비중대
  - 제4병참중대
  - 제4통신중대
  - 헌병소대
  - 제4수색소대 (기계화)
  - 제4전투공병대대
  - 제13야전포병관측대대
  - 제980야전포병대대, B포대 (105 mm)
  - 제915야전포병대대 (105 mm)
  - 제65기갑야전포병대대, B포대
  - 제359보병, 2대대
- 제90보병사단, 준장 제이 W. 맥켈비[1]
  - 제357보병
  - 제358보병
  - 제359보병, 2대대
  - 사단 포병대
    - 제343야전포병대대 (105 mm)
    - 제344야전포병대대 (105 mm)
    - 제915야전포병대대 (105 mm)
    - 제345야전포병대대 (155 mm)

  - 제315의무대대
  - 제790병기경정비중대
  - 제90병참중대
  - 제90통신중대
  - 헌병소대
  - 제90수색소대 (기계화)
  - 제325전투공병대대
- 제4기병연대, 대령 조지프 툴리[1]
  - 제70전차대대, 중령 존 웰브런[1]
- 제1공병특별여단
  - 제38공병종합근무연대
  - 제531공병해안연대
  - 제2해군해변대대
  - 제24수송양육화물차대대
  - 제191병기대대
  - 제261의무대대
  - 제244병참대대
  - 제262병참대대
  - 제306병참대대
  - 제537병참대대
  - 제577병참대대
  - 제490병참항만대대
  - 제518병참항만대대
  - 제519병참항만대대

### 공수부대
- 제82공수사단, 소장 매슈 리지웨이[1]
  - 제325글라이더보병연대
  - 제504낙하산보병
  - 제505낙하산보병
  - 사단 포병대
    - 제319글라이더포병대대
    - 제320글라이더포병대대
    - 제376낙하산포병대대
    - 제456낙하산포병대대

  - 제307공수공병대대
  - 제80공수대항공기포병대대
  - 제307공수의무중대
  - 제82낙하산정비대대
  - 제82병기중대
  - 제407병참중대
  - 제82통신중대
  - 헌병소대
  - 수색소대
  - 제746전차대대, C중대
  - 제01글라이더보병, 2대대
- 제101공수사단, 소장 맥스웰 D. 테일러[1]
  - 제327글라이더보병연대
  - 제401글라이더보병연대
  - 제501낙하산보병
  - 제502낙하산보병
  - 제506낙하산보병
  - 사단 포병대
    - 제321글라이더포병대대
    - 제907글라이더포병대대
    - 제377낙하산포병대대

  - 제326공수공병대대
  - 제81공수대항공기포병대대 (-)
  - 제326공수의무중대
  - 제101낙하산정비대대
  - 제101병기중대
  - 제426병참중대
  - 제101통신중대
  - 헌병소대
  - 수색소대
  - 제70전차대대, D중대
  - 제65기갑야전포병대대 (-)

## 방어군: 독일
- 제91보병사단 - 중장 빌헬름 팔리[2]
- 제2강하엽병사단 제6강하엽병연대
- 제709고정보병사단, 제919척탄병연대, 2개 대대 - 지휘관 중장 카를빌헬름 폰 슐리벤[3]

## 같이 보기
- 오마하 해변 - 미국
- 골드 해변 - 영국
- 주노 해변 - 캐나다
- 소드 해변 - 영국

## 참고 문헌
- Ford, Ken; Zaloga, Steven J. (2009). 《Overlord: The D-Day Landings》. Oxford; New York: Osprey. ISBN 978-1-84603-424-4.
- “Normandy Invasion: The Assault Force” (영어). Center of Military History. 2019년 12월 13일. 2020년 2월 15일에 확인함.